# Azerbajdzsán–Grúzia–Románia földgázszállító rendszer
Az Azerbajdzsán–Grúzia–Románia gázszállító rendszer, angol rövidítéssel AGRI (Azerbaijan–Georgia–Romania Interconnector) egy tervezett nemzetközi gázszállítási útvonal, melyen csővezetékek és tankhajók segítségével azerbajdzsáni földgáz szállítanának Grúzián, a Fekete-tengeren és Románián keresztül Közép-Európába. A projekt az ugyanazzal az azeri gázforrással számoló, hasonló nyomvonalat követő és hasonló felhasználói kört feltételező Nabucco és Fehér Áramlat gázvezeték-tervek alternatívája lehet.

## Leírása
A földgázt az azeri Səngəçal gázfeldolgozójából szállítanák csővezetéken keresztül a Fekete-tenger grúziai partján, Poti közelében fekvő, 2008-ban megnyitott Kulevi olajterminálba. Ott földgáz-cseppfolyósító üzemet építenének fel, ahonnan a cseppfolyósított földgázt (LNG) gázszállító tankhajókkal szállítanák a romániai Konstanca kikötőjébe. Innen a visszagázosítást követően a földgázt a már meglévő európai gázvezeték-hálózaton keresztül továbbítanák európai országokba. Alternatív lehetőségként felmerült, hogy a Fekete-tengeren a gázt nem LNG formájában, hanem sűrített gázként (CNG) szállítanák hajókon.
Az előzetes számítások szerint 4–6 milliárd eurós költséggel megvalósítandó gázszállító rendszer éves kapacitását 7 milliárd m³-re tervezik. Ebből a mennyiségből Románia kétmilliárd m³-t használna fel, a többit Európában értékesítenék.

## Története
A projektben részt vevő három ország miniszteri szintű képviselői 2010. április 13-án Bukarestben írtak alá megállapodást, melynek eredményeként bukaresti székhellyel létrehoznak egy közös projektvállalatot a gázszállító rendszer megvalósítására. A dokumentumot azeri részről Natiq Əliyev ipari és energetikai miniszter, grúz részről Alekszandre Hetaguri energetikai miniszter, román részről Adriean Videanu gazdasági miniszter írta alá. A közös projektcéget a román Romgaz magántulajdonú energetikai vállalat, az állami tulajdonú Azerbajdzsáni Állami Olajipari Vállalat, valamint a szintén állami Grúz Olaj- és Gázipari Vállalat részvételével hozzák létre.
2010. szeptember 14-én İlham Əliyev azeri elnök, Traian Băsescu román és Miheil Szaakasvili grúz elnökök, illetve Orbán Viktor magyar miniszterelnök aláírták a Bakui Nyilatkozatot, amely szerint támogatják a földgázszállítórendszer-projektet és elősegítik az AGRI műszaki-gazdasági megvalósíthatóságával kapcsolatos előkészítő munkálatok felgyorsítását.